# البيت الملكي الهولندي

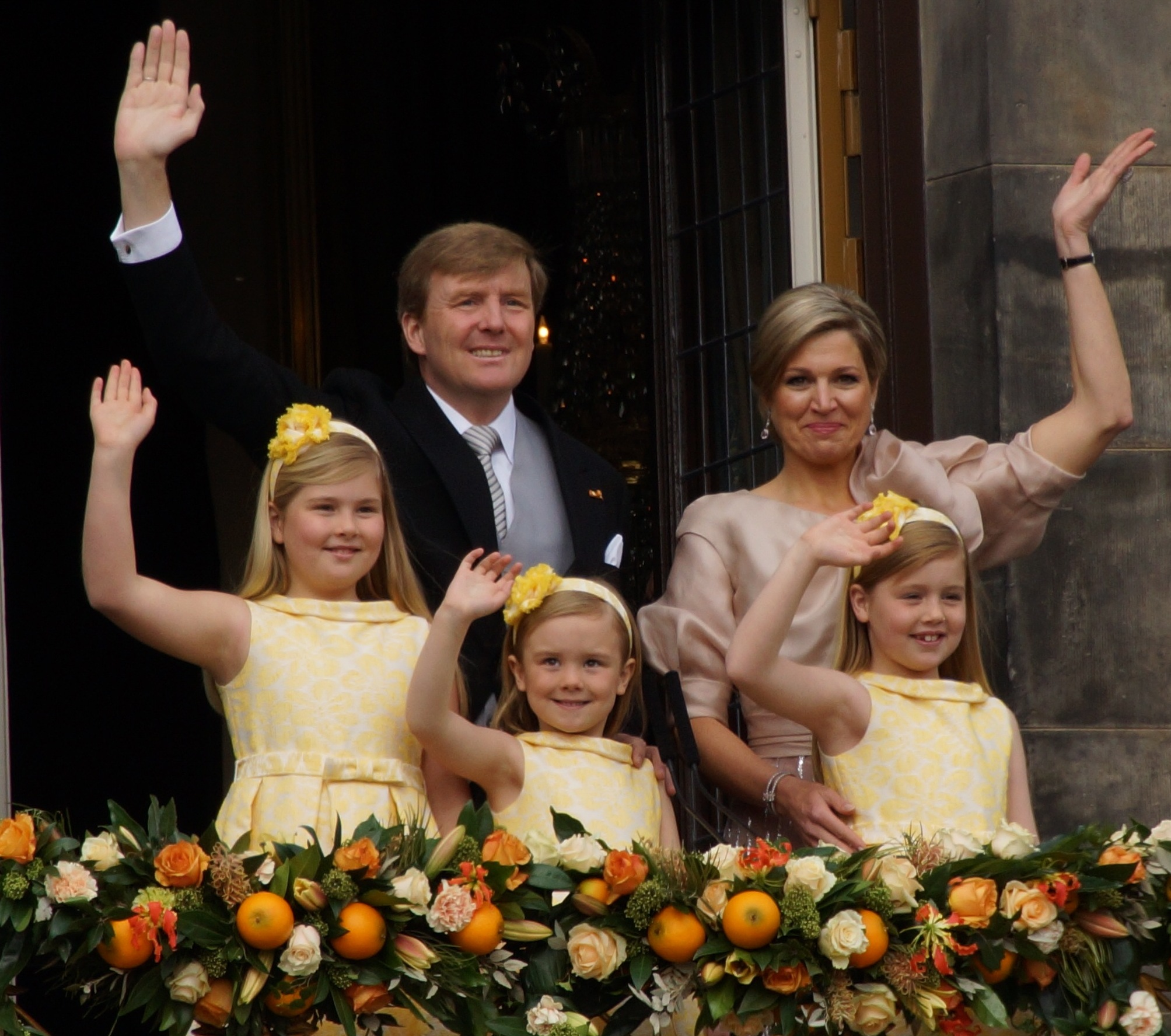
الملك والملكة وبناتهما في 2013

في مملكة هولندا الملكية هي منصب دستوري ويحكمها دستور هولندا. وهناك فرق بين أعضاء العائلة الملكية الهولندية والبيت الملكي. وفقاً لمرسوم عضوية البيت الملكي والذي تم تنقيحع عام 2002، وأعضاء البيت الملكي الهولندي هم:
- الملك (ملك، أو ملكة) كرأس البيت الملكي
- أعضاء العائلة الملكية في خط خلافة العرش الهولندي لكنها محدودة بدرجتين من القرابة من الملك الحالي (الدرجة الأولى = الآباء والدرجة الثانية = الإخوة)
- وريث العرش
- الملك السابق (عند التنازل)
- أعضاء العائلة المالكة من درجات قرابة أبعد إذا كانوا بالفعل أعضاء من العائلة المالكة قبل تنقيح قانون عام 2002، وكانوا كباراً في ذلك الوقت فيظلوا في خط مباشر للخلافة.
- زوجات السابق
- أرامل (رجال ونساء) السابق، بشرط ألا يتزوجن مرة أخرى، وأنهم ما زالوا مؤهلين للمنصب إذا كانوا لا يزالوا على قيد الحياة [1]:2.2

## الأعضاء الحاليون
- الملك فيليم ألكساندر، رأس البيت الملكي الهولندي الحالي، وهو الابن الأكبر للأميرة بياتريكس
- ماكسيما ملكة هولندا، (زوجة الملك)
  - أميرة أورانج كاتارينا أماليا (أكبر ابنة للملك والملكة)
  - لأميرة أليكسيا (الابنة الوسطى للملك والملكة)
  - الأميرة أريانا(الابنة الصغرى للملك والملكة)
- الأمير قنسطانطاين، الابن الثالث والأصغر للأميرة بياتريكس والأمير كلاوس
  - HRH Princess Laurentien، زوجة الأمير قنسطانطاين
- الأميرة بياتريكس، ملكة سابقة
- HRH Princess Margriet، أخت الأميرة بياتريكس، وهو استثناء وضع لها عند تنقيح المرسوم.
  - Pieter van Vollenhoven، زوج الأميرة مارجريت.

## فقد العضوية
يتم فقدان العضوية في حالة فقدان الحق في خلافة العرش الهولندي، على سبيل المثال، الزواج دون موافقة البرلمان. هذا ينطبق على العديد من أعضاء العائلة المالكة:
- في 1964 أميرة هولندا إيرين  [لغات أخرى]‏ تزوجت كارلوس هوغو
- في 1975 الأميرة كريستينا في هولندا تزوجت Jorge Guillermo
- في 2004 الأمير يوهان فريزو (هولندا) تزوجت Mabel Wisse Smit؛ رفضت الحكومة أن تطلب الإذن البرلماني الرسمي عن الزواج.
- في 2005 Prince Pieter-Christiaan تزوجت Anita van Eijk
- في 2005 Prince Floris تزوجت الملكية في هولندا

وبالإضافة إلى ذلك يتم فقدان العضوية عندما يفقد الشخص، الذي كان سابقا عضواً حقه المباشر في الخلافة لأنه أو لأنها لم تعد لها صلة بالعاهل الحالي ضمن 3 درجات قرابة. وعندما تولى الملك فيليم الكسندر العرش في عام 2013 هذا ينطبق على:
- Prince Maurits وزوجته Princess Marilène
- Prince Bernhard وزوجته Princess Annette

يتم فقدان العضوية أيضاً على الأشخاص الذين لا يزالون في خط مباشر للخلافة، ولكن لم تعد يتصلوا بالعاهل الحالي ضمن درجتين قرابة. وعندما تولى الملك فيليم الكسندر العرش في عام 2013 هذا ينطبق على:
- Countess Eloise of Orange-Nassau van Amsberg
- Count Claus-Casimir of Orange-Nassau van Amsberg
- Countess Leonore of Orange-Nassau van Amsberg

وهم كل أبناء الأمير قنسطانطاين وزوجته.